# Parafia Świętej Rodziny w Praszce
Parafia Świętej Rodziny Sanktuarium Najświętszej Maryi Panny Kalwaryjskiej – Kalwaria Praszkowska – rzymskokatolicka parafia położona przy alei Księdza Kardynała Wyszyńskiego 24 w Praszce. Parafia należy do dekanatu Praszka w archidiecezji częstochowskiej.

## Historia parafii
Dekretem bpa Stanisława Nowaka, 29 sierpnia 1988 roku, w intensywnie rozwijającej się części Praszki została utworzona parafia. Pierwszym proboszczem został ks. Stanisław Gasiński. W 1988 roku wybudowany został tymczasowy kościół parafialny, pw. Najświętszej Maryi Panny Kalwaryjskiej, który po modernizacji i rozbudowie 15 września 2002 roku konsekrował metropolita częstochowski Stanisław Nowak. 19 sierpnia 2002 roku, papież Jan Paweł II w Kalwarii Zebrzydowskiej, poświęcił kopię obrazu Matki Bożej Kalwaryjskiej, który następnie trafił do parafii w Praszce. Decyzją metropolity częstochowskiego, 11 października 2002 roku, kościół ten został ogłoszony sanktuarium Maryjnym. Jeszcze w 1996 roku ks. Stanisław Gasiński rozpoczął budowę kościoła parafialnego Świętej Rodziny, który w 2005 roku został ukończony. 13 września 2004 roku abp Stanisław Nowak erygował i poświęcił Kalwarię Praszkowską powołując do istnienia sanktuarium Pasyjne.
Proboszczem parafii od 1988 roku jest ks. Stanisław Tadeusz Gasiński.

## Liczebność i zasięg parafii
Parafię zamieszkuje 2964 mieszkańców, swym zasięgiem duszpasterskim obejmuje ona:
- Praszka
  - ulice: Astrów, Bratków, Chabrów, Chłopska, Fabryczna (numery 7,9 i 22), Kolorowa, Kołłątaja, Kosmonautów, Kościuszki (numery 27, 34, 36, 40 i 42), Listopadowa (numery 15, 17, 20, 22 i 24), Maków, Małachowskiego, Mickiewicza (numery 24, 26 i 28A), Niemcewicza, Obrońców Pokoju (blok nr 1), Pilawy, Rolnicza, Skłodowskiej (numery 1, 3 i 5), Staszica, Zapolskiej.

oraz miejscowości:
- Szyszków,
- Wygiełdów.

## Inne kościoły i kaplice
Do parafii należą:
- Kościół Świętej Rodziny w Praszce – kościół parafialny,
- Kaplica Najświętszej Maryi Panny Częstochowskiej w Wygiełdowie – kaplica filialna,
- Kaplica św. Jana Chrzciciela w Szyszkowie – kaplica filialna.

## Proboszczowie
- ks. prał. dr Stanisław Gasiński[3]